# 上水駅 (香港)
上水駅（じょうすいえき）は、香港新界北区にある、香港鉄路 (港鉄 MTR)東鉄線 (旧九広鉄路九広東鉄)の駅である。1930年5月16日に開業した。一日券などのフリーパスは当駅までとなり、羅湖駅 (香港)もしくは落馬洲駅までそのまま利用の場合は乗車駅から全区間の運賃が別途必要となる。

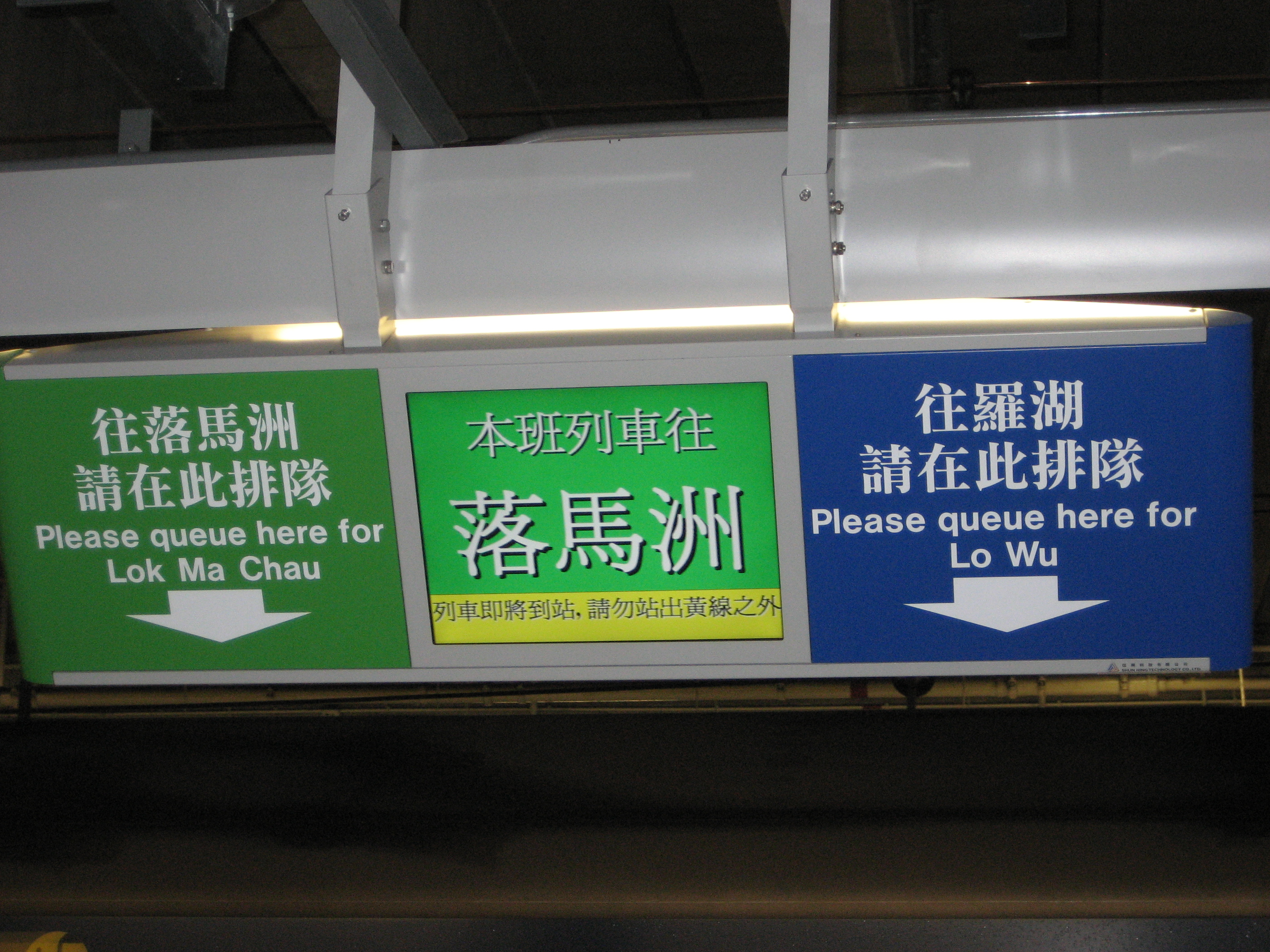
発車標(廃止された）

## 利用可能な鉄道路線
- 香港鉄路 (MTR)
  - ■東鉄線（紅磡 - 羅湖・落馬洲）

## 駅構造
- 相対式ホーム2面2線の地上駅 (橋上駅舎)。

| U1 コンコース | コンコース                   | 出口、顧客サービスセンター、便所、駅店、 自動販売機、現金自動預け払い機、 「e分鐘著數」マシン |
| U1 コンコース | 歩道橋                       | 上水広場、ミニバス終点、旭埔苑、上水中心、 彩園商場に向かって歩道橋                           |
| G ホーム      | C 出口                       | 出口、顧客サービスセンター                                                                    |
| G ホーム      | 相対式ホーム、左側の扉が開く |                                                                                               |
| G ホーム      | ❶番線                        | ■東鉄線羅湖／落馬洲方面→                                                                      |
| G ホーム      | ➋番線                        | ←■東鉄線金鐘方面                                                                              |
| G ホーム      | 相対式ホーム、左側の扉が開く |                                                                                               |
| G ホーム      | D 出口                       | 出口、顧客サービスセンター                                                                    |

## 歴史
- 1930年 - 開業。
- 2007年8月15日 - 落馬洲支線が開業し当駅に接続。

## 隣の駅
香港鉄路
■東鉄線
粉嶺駅  - 上水駅 - 羅湖駅
■東鉄線落馬洲支線
上水駅 - 落馬洲駅